# Гудспрінгс (Невада)
Гудспрінгс (англ. Goodsprings) — переписна місцевість (CDP) в США, в окрузі Кларк штату Невада. Населення — 162 особи (2020).
Прототип міста можна побачити та оглянути у комп'ютерній грі Fallout: New Vegas

## Географія
Гудспрінгс розташований за координатами 35°49′49″ пн. ш. 115°25′46″ зх. д. / 35.83028° пн. ш. 115.42944° зх. д. (35.830227, -115.429428).  За даними Бюро перепису населення США в 2010 році переписна місцевість мала площу 3,70 км², уся площа — суходіл.

### Клімат
| Клімат : Гудспрінгс                          | Клімат : Гудспрінгс | Клімат : Гудспрінгс | Клімат : Гудспрінгс | Клімат : Гудспрінгс | Клімат : Гудспрінгс | Клімат : Гудспрінгс | Клімат : Гудспрінгс | Клімат : Гудспрінгс | Клімат : Гудспрінгс | Клімат : Гудспрінгс | Клімат : Гудспрінгс | Клімат : Гудспрінгс | Клімат : Гудспрінгс |
| Показник                                     | Січ.                | Лют.                | Бер.                | Квіт.               | Трав.               | Черв.               | Лип.                | Серп.               | Вер.                | Жовт.               | Лист.               | Груд.               | Рік                 |
| Абсолютний максимум, °C                      | 22,8                | 23,9                | 30,0                | 35,0                | 42,2                | 44,4                | 46,1                | 45,0                | 40,6                | 35,0                | 27,2                | 20,0                | 46,1                |
| Середній максимум, °C                        | 12,9                | 14,5                | 19,4                | 23,8                | 31,6                | 36,7                | 38,8                | 37,4                | 33,3                | 25,2                | 17,6                | 11,9                | 25,2                |
| Середній мінімум, °C                         | −0,1                | 1,3                 | 3,9                 | 6,7                 | 12,2                | 16,4                | 20,4                | 19,2                | 15,8                | 9,9                 | 3,4                 | −0,2                | 9,1                 |
| Абсолютний мінімум, °C                       | −12,8               | −10                 | −6,1                | −3,9                | 2,2                 | 5,0                 | 12,8                | 8,9                 | 5,6                 | −0,6                | −8,9                | −10,6               | −12,8               |
| Норма опадів, мм                             | 23                  | 41                  | 12                  | 11                  | 1                   | 1                   | 14                  | 14                  | 8                   | 17                  | 8                   | 23                  | 173                 |
| -------------------------------------------- | ------------------- | ------------------- | ------------------- | ------------------- | ------------------- | ------------------- | ------------------- | ------------------- | ------------------- | ------------------- | ------------------- | ------------------- | ------------------- |
| Джерело: The Western Regional Climate Center |                     |                     |                     |                     |                     |                     |                     |                     |                     |                     |                     |                     |                     |

## Демографія
Згідно з переписом 2010 року, у переписній місцевості мешкало 229 осіб у 108 домогосподарствах у складі 62 родин. Густота населення становила 62 особи/км².  Було 124 помешкання (33/км²).
Расовий склад населення:
| - 90,8 % — білих - 1,3 % — азіатів - 0,4 % — корінних американців - 0,4 % — чорних або афроамериканців - 2,6 % — осіб інших рас |

До двох чи більше рас належало 4,4 %. Частка іспаномовних становила 3,9 % від усіх жителів.
За віковим діапазоном населення розподілялося таким чином: 14,8 % — особи молодші 18 років, 64,7 % — особи у віці 18—64 років, 20,5 % — особи у віці 65 років та старші. Медіана віку мешканця становила 50,1 року. На 100 осіб жіночої статі у переписній місцевості припадало 122,3 чоловіків;  на 100 жінок у віці від 18 років та старших — 126,7 чоловіків також старших 18 років.

Цивільне працевлаштоване населення становило 0 осіб. 